# Platyzosteria tibialis
Platyzosteria tibialis är en kackerlacksart som beskrevs av Karlis Princis 1954. Platyzosteria tibialis ingår i släktet Platyzosteria och familjen storkackerlackor. Inga underarter finns listade i Catalogue of Life.